# Вревский сельсовет
Вре́вский сельсове́т — упразднённое сельское поселение в составе Кочубеевского района Ставропольского края Российской Федерации.
Административный центр — село Вревское.

## География
Находится в западной части Кочубеевского района.

## История
С 16 марта 2020 года, в соответствии с Законом Ставропольского края от 31 января 2020 г. № 7-кз, все муниципальные образования Кочубеевского муниципального района были преобразованы путём их объединения в единое муниципальное образование Кочубеевский муниципальный округ.

## Население
| 1989  | 2002  | 2010  | 2011  | 2012  | 2013  | 2014  |
| ----- | ----- | ----- | ----- | ----- | ----- | ----- |
| 1481  | ↗1550 | ↘1523 | ↘1521 | ↘1518 | ↘1512 | ↗1517 |
| 2015  | 2016  | 2017  | 2018  | 2019  | 2020  |       |
| ↘1475 | ↗1485 | ↘1462 | ↘1451 | →1451 | ↘1390 |       |

### Национальный состав
По итогам переписи населения 2010 года проживали следующие национальности (национальности менее 1 %, см. в сноске к строке "Другие"):
| Национальность | Численность | Процент |
| -------------- | ----------- | ------- |
| Русские        | 1414        | 92,84   |
| Украинцы       | 16          | 1,05    |
| Другие         | 93          | 6,11    |
| Итого          | 1523        | 100,00  |

## Состав сельского поселения
| № | Населённый пункт | Тип населённого пункта       | Население |
| - | ---------------- | ---------------------------- | --------- |
| 1 | Вревское         | село, административный центр | ↗1047     |
| 2 | Первоказьминский | хутор                        | ↘200      |
| 3 | Херсонский       | хутор                        | ↘200      |

## Местное самоуправление
- Совет депутатов сельского поселения Вревский сельсовет, состоит из 10 депутатов, избираемых на муниципальных выборах по одномандатным избирательным округам сроком на 5 лет
- Администрация сельского поселения Вревский сельсовет

Председатели совета депутатов
Главы администрации
- с 13 марта 2011 года — Губренко Станислав Петрович, глава сельского поселения

## Инфраструктура
- Центр досуга и народного творчества

## Образование
- Детский сад № 29 «Колокольчик»
- Средняя общеобразовательная школа № 10[19]

## Люди, связанные с сельсоветом
- Шикунов, Михаил Иванович (1935, Первоказьминский — 2003) — председатель колхоза-племзавода, Герой Социалистического Труда

## Памятники
- Памятник воинам-землякам, погибшим в годы Великой Отечественной войны 1941—1945 гг. 1967 год[20]